# 拉冬

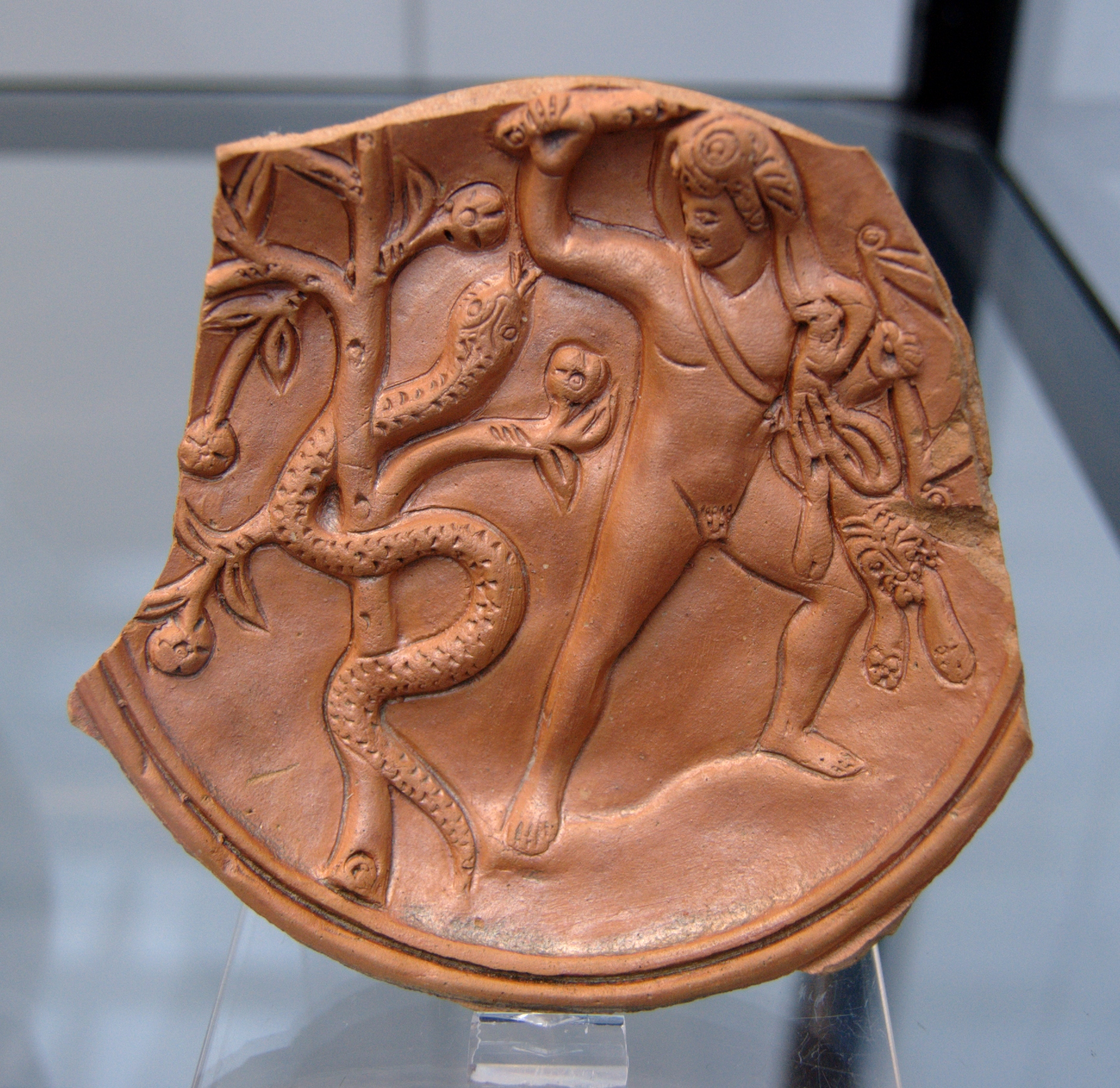
海格力斯和拉冬，羅馬時代晚期施捨碟，州立文物博物馆 (SL89)

拉冬是希臘神話的百頭巨龍，赫斯珀里得斯姊妹所守護的金蘋果樹上的衛兵，據說牠終年盤踞在樹上。卻被前來盜取金蘋果的海格力斯所殺，死後被提升至空中，成為天龍座。

## 長相
根據阿波洛多羅斯的《書庫》第2書，第5章，第11段中所描述：
“一條不死的龍看守著，是提豐和艾奇德納所生，有一百顆頭，說著各種各樣不同的聲音。”
也有一說是大地女神蓋亞自己生下的孩子，是一條巨龍（大蛇）。牠的身體非常長而巨大，只要仰起頭就可以碰到天，就連宙斯也無法殺死牠，是擁有不死之身的怪物。